# Problema di Brocard
In teoria dei numeri, il problema di Brocard chiede di trovare per quali interi n, l'espressione n! + 1 è un quadrato perfetto; si congettura che ciò avvenga solo per n uguale a 4, 5 o 7. In altre parole, non è noto se esistano altre soluzioni (n, m) dell'equazione diofantea
n! + 1 = m2
a parte le coppie (4, 5), (5, 11) e (7, 71). Queste coppie vengono chiamate numeri di Brown.
Il problema fu posto per la prima volta da Henri Brocard nel 1876, e indipendentemente, nel 1913, da Srinivasa Ramanujan. Nel 1906 A. Gérardin dimostrò che, se esistono soluzioni per m > 71, allora m ha almeno 20 cifre. Nel 1935 H. Gupta affermò che non vi fossero soluzioni per n ≤ 63 oltre a quelle già note.
Nel 1993 M. Overholt dimostrò che, se la forma debole della congettura di Szpiro è vera, allora esistono solo un numero finito di soluzioni dell'equazione.
Nel 1986 Wells verificò che non ci sono soluzioni per n ≤ 107, e nel 2000 Bruce Berndt e William Galway hanno esteso questo risultato ad n ≤ 109.

## Generalizzazione
È naturale generalizzare il problema, e, fissato un intero positivo k, chiedersi quante e quali siano le soluzioni dell'equazione
n! + k = m2
A. Dabrowski dimostrò che le soluzioni sono finite se k non è un quadrato perfetto. Inoltre, assumendo la forma debole della congettura di Szpiro, dimostrò che le soluzioni sono in numero finito anche se k è un quadrato perfetto.